# Latarnia morska Sept-Îles

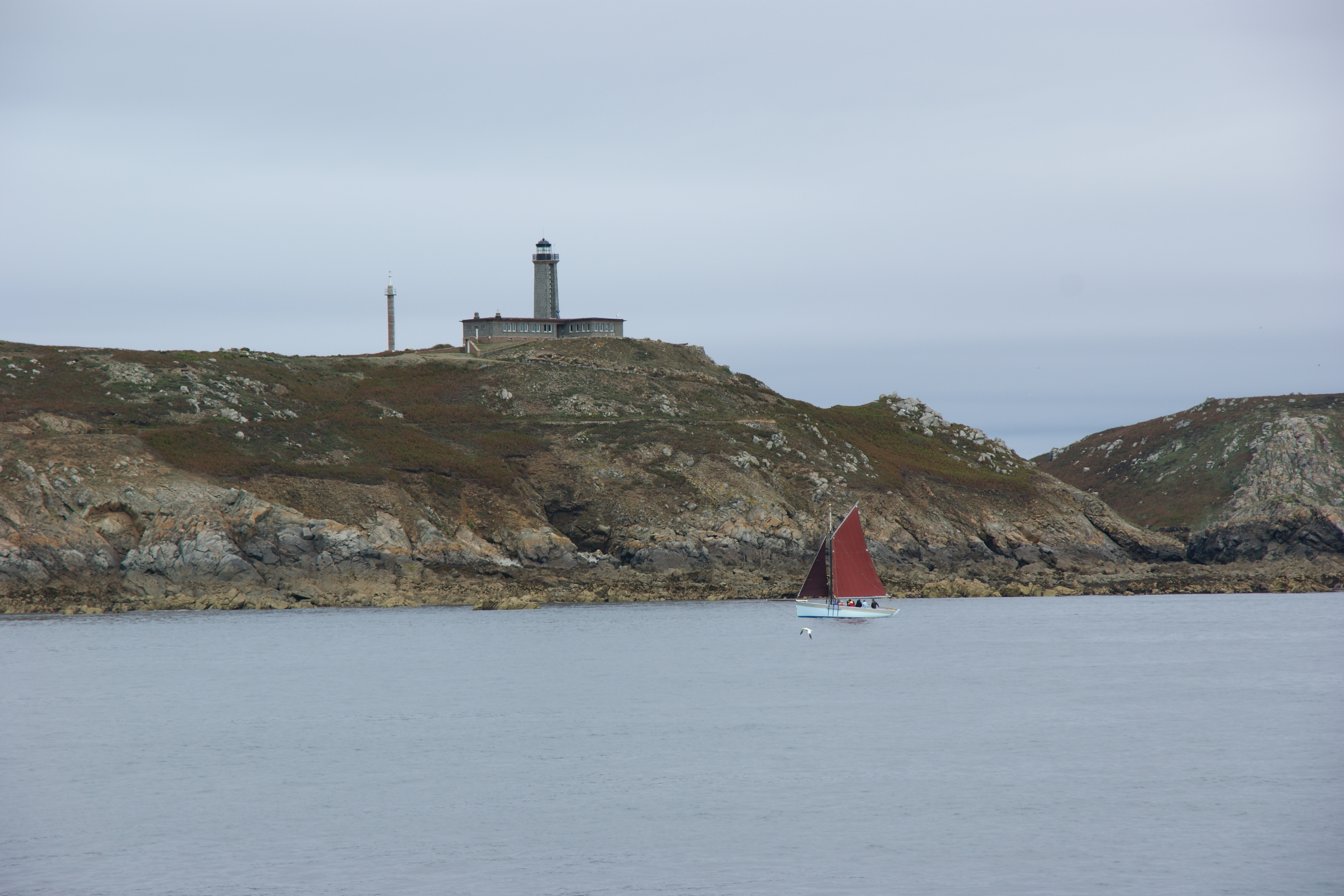
Latarnia Sept-Îles od strony morza

Latarnia morska Sept-Îles (fr. Phare des Sept-Îles) – latarnia morska znajdująca się u północnych wybrzeży francuskiej Bretanii, na jednej z wysp archipelagu Sept Îles.

## Położenie
Latarnia znajduje się na wyspie Île aux Moines, drugiej co do wielkości w archipelagu, który położony jest ok. 10 km. od wybrzeży francuskich, u zachodniego wylotu Kanału La Manche. Latarnię wybudowano we wschodniej części wyspy, w jej najwyższym punkcie (45 m n.p.m.). W zachodniej części wyspy, na nieco niższym wzniesieniu (ok. 40 m n.p.m.), znajdują się ruiny dawnego fortu – tzw. Fortu Vauban, zbudowanego w XVIII w. Wyspa administracyjnie należy do gminy Perros-Guirec, w departamencie Côtes-d’Armor.

## Historia
Pierwsza latarnia, w formie okrągłej wieży, powstała w tym miejscu w 1835 roku. W 1854 roku latarnia została przebudowana poprzez podniesienie o 5 metrów i „doklejenie” do pierwotnej konstrukcji budynku na planie kwadratu. W 1938 r. została częściowo zniszczona przez uderzenie pioruna. 4 sierpnia 1944 roku, na kilka dni przed wejściem wojsk alianckich, latarnia została wysadzona w powietrze przez wycofujące się wojska niemieckie. Jej rekonstrukcja rozpoczęła się w 1949 roku. Światło latarni zabłysnęło ponownie w lipcu 1952 r.
W 1957 roku latarnia została zelektryfikowana, a do produkcji energii elektrycznej zasilającej latarnię wykorzystano siłę wiatru. Generator prądotwórczy ma największą moc spośród wszystkich generatorów wykorzystywanych w latarniach we Francji. W roku 2001 została zautomatyzowana, a.do listopada 2007 roku latarnia była obsługiwana przez latarnika. Od tego czasu działa w pełni automatycznie, nadzorowana drogą radiową przez L’administration des Phares et Balises. Latarnia Sept-Îles była ostatnią morską latarnią obsługiwaną przez latarnika na całym wybrzeżu Côtes-d’Armor.

## Charakterystyka
Latarnia ma kształt wieży o nieregularnej podstawie (prostokąt o dwóch mocno zaokrąglonych narożnikach), wysokiej na 20 m, murowanej z miejscowego kamienia. Na szczycie okrągła, oszklona nadbudówka reflektora z lampą o mocy 650 W. Do latarni przylega parterowy, podpiwniczony, również murowany budynek techniczny.
Latarnia działa nadając światło białe w cyklu trzy błyski z przerwami co 15 sekund. Światło latarni widoczne jest w odległości do 24 mil morskich (44 km).